# Justin Jackson (cestista 1997)
Justin Nicholas Jackson (Toronto, 18 febbraio 1997) è un cestista canadese.

## Carriera
È stato selezionato dai Denver Nuggets al secondo giro del Draft NBA 2018 (43ª scelta assoluta).

## Palmarès
- Campione NBA D-League (2021)